# On this night (of a thousand stars)
On this night (of a thousand stars) is een lied dat werd geschreven door Andrew Lloyd Webber en Tim Rice. Er zijn versies bekend waarbij het woord "of" eventueel met "a thousand stars" weggelaten worden. 
De eerste opvoering kwam van Julie Covington, Tony Christie en Colm Wilkinson die het in de opera Evita opvoerden. Het verscheen in 1976 ook op hun album Evita - An opera based on the life story of Eva Peron 1919-1952.
Het is een liefdeslied waarin de zanger over sterren en de hemeldeur zingt. Hij was gewend om alleen door het leven te gaan en hij had er nooit van kunnen dromen dat een kus zo zoet kon zijn.

## Covers
Er zijn verschillende covers van het nummer verschenen, zoals van de Nederlandse zanger Jack Jersey die het in 1977 op een single uitbracht. Roy Castle bracht het op een B-kant van een single uit (Don't cry for me argentina, 1977).
De meeste covers maken echter deel uit van vertolkingen van de musical Evita. Voorbeelden van covers op albums zijn onder meer van Mark Ryan (Evita, 1978), Mark Syers, Patti LuPone en Mandy Patinkin (Evita, 1979), Cark Wayne (Songs & music from Evita, 1995), Jimmy Nail (Evita, 1996), Garry Hagger (My life, 1997), de instrumentale jazzversie van Mark Kramer (Evita en Jazz, 1997) en Max von Essen (Evita, 2012).

## Jack Jersey
Jack Jersey bracht het in 1977 uit op een single die in Nederland, België en Duitsland verscheen. Op de B-kant staat Higher than the mountains. Dit lied schreef hij zelf.
In Nederland kwam de single niet verder dan de Tipparade en de Tip 30. In Vlaanderen bereikte het de Ultratop 30 ook niet, maar wist het zich wel drie weken lang in de Top 30 van de BRT te handhaven